# Вицекралство Перу
Вицекралство Перу (на испански: Virreinato del Perú) е испански колониален административен район, създаден през 1542 г., който първоначално съдържа по-голямата част от испанските владения в Южна Америка и управляван от столицата Лима. Вицекралство Перу е едно двете испански вицекралства в Америка от 16 до 18 век.
Испания не се противопоставя на португалската колонизация в Бразилия отвъд меридиана, уточнен в договора от Тордесиляс. Договорът губи значението си между 1580 и 1640 г., когато Испания владее Португалия. Създаването през 18 век на вицекралства Нова Гранада и Рио де ла Плата намаляват значението на Лима и преместват търговията на Андите към Буенос Айрес, докато упадъкът на рудодобива и текстилното производство ускоряват постепенния разпад на вицекралство Перу. Накрая вицекралството се разпада, както и голяма част от Испанската империя, когато се наддигат движения за националната независимост в началото на 19 век. Тези движения водят до образуването на днешни държави Аржентина, Боливия, Бразилия, Еквадор, Гвиана, Колумбия, Панама, Парагвай, Перу, Суринам, Чили и Уругвай на територията на това, което някога е съставлявало вицекралство Перу.

## История

### Изследване и заселване (1542 – 1643)
След испанското завоевание на Перу (1532 – 1537), първата аудиенсия е съставена от Лопе Гарсия де Кастро, испански колониален администратор, който служи като член на Съвета на Индийте. От 2 септември 1564 г. до 26 ноември 1569 г. той е временен вицекрал на Перу. През 1542 г. испанците създава Вицекралство Нова Кастилия, която малко по-късно бива наречена Вицекралство Перу. През 1544 г. Карл V обявява Бласко Нунйес Вела за първи вицекрал на Перу, но вицекралството не е организирано до пристигането на Франсиско де Толедо. Той прави дълга обиколка за инспекция на колонията.
Франсиско де Толедо установява Инквизицията и в Перу и обнародва закони, отнасящи се както за индианци, така и за испанци, като така прчупва силата на енкомиенда и смалява старата система мита. Той подобрява безопасността на вицекралството с укрепления, мостове и Южния флот срещу пирати. Той слага край на държавата на инките във Вилакабамба, екзекутирайки Тупак Амару и поощрява икономическото развитие от комерсиалния монопол и чрез рудодобив, основно от сребърните мини в Потоси.
Амазонската низина и някои съседни региони се считат за испанска територия от договора от Тордесиляс, но Португалия попада под испанска власт между 1580 и 1640 г. През това време португалските територии в Бразилия се контролират от испанската корона, която възразява срещу португалско заселван в части от Амазония, които според договора принадлежат на Испания.
Много тихоокеански острови са посетени от испански кораби през 16 век, но испанците не правят опити за търговия или колонизация. Сред тях са Нова Гвинея, Соломоновите острови и Маркизките острови.
Първата йезуитска редукция за християнизиране на коренното население е основана през 1609 г., но някои области са заети от бразилци, докато бандейрантите постепенно разширяват дейността си сред голяма част от низината и Мато Гросо през 17 и 18 век. Тези групи имат преимуществото на отдалечения речен достъп от устието на Амазонка (която е на португалска територия). Междувременно, испанците са възпрени от законите си срещу поробването на туземното население, което ги оставя без комерсиален интерес във вътрешността на басейна.
Едно известно нападение от испанска мисия през 1628 г. води до поробването на 60 000 туземци. Всъщност, с течение на времето те започват да се използват като себеиздържаща се окупационна сила от португалските власти в това, което се оформя като териториална война с нисък профил.
През 1617 г. Франсиско де Борха-и-Арагон разделя управлението на Рио де ла Плана на две – Буенос Айрес и Парагвай, като и двете са зависими от Вицекралство Перу. Той основава и Консулския съд, специален съд и административно тяло за търговски дела във вицекралството. Диего де Кордоба реформира фискалната система и спира междуфамилното съперничество, което черни областта.
Следващите вицекрале разширяват колониалните военноморски сили и укрепват пристанищата, за да удържат на пиратски нападения, като например тези, предвождани от Томас Кавендиш. Фернандес де Кабрера потиска въстание на индианците уру и мапуче.

### Последните испански хабсбурги (1643 – 1713)
На вицекралете им се налага да защитават тихоокеанския бряг от френски, английски и нидерландски пирати. Те увеличават военноморския флот, укрепват пристанищата при Валдивия, Валпараисо, Арика и Каляо и построяват крепостни стени на Лима и Трухильо. Въпреки това, известният английски приватир Хенри Морган превзема Форт Сен Лоренсо (Панама) и ограбва град Панама в началото на 1670 г. Утрехтският мирен договор позволява на Великобритания да изпраща кораби и стока в Портобело, Панама. По това време бунтовете са чести. Около 1656 г. Педро Бохоркес се коронова за император на индианците калчаки, подбуждайки коренното население към бунтове. От 1665 до 1668 г. богатите собственици на мини Хосе и Гаспар Салседо водят бунт срещу колониалното правителство. Духовенството се противопоставя на номинирането на прелати от Испания. Вицекрал Диего Ладрон де Гевара взема мерки срещу въстание на роби в хасиендата на Хуачипа де Лима. По това време страната е покосена от земетресения и епидемии.
По времето на администрацията на Балтасар де ла Куева Енрикес са съставени новите закони на Индийте. Диего де Бенавидес де ла Куева издава Наредбата на производителите през 1664 г., а Педро Алварес де Толедо Мансера въвежда т.нар. papel sellado („щампована хартия“). През 1683 г. Мелчор де Навара-и-Рокафул възстановява монетния двор на Лима, който е затворен от 1572 г. Вицекрал Диего Ладрон де Гевара увеличава добивите на сребро в мините на Потоси и стимулира добивите в другите мини в Кахатамбо и Уанкавелика. Той ограничава производството на алкохол от захарна тръстика до упълномощени фабрики, от които изисква високи данъци. Строят се църкви и болници.

### Бурбонските реформи (1713 – 1806)
През 1717 г. вицекралство Нова Гранада е създадено от северните територии, аудиенциите Богота, Кито и Панама. Това вицекралство първоначално просъществува само до 1724 г., но е установено пак през 1740 г. Със създаването на вицекралство Рио де ла Плата от южните райони, които днес представляват Аржентина, Боливия, Парагвай и Уругвай през 1776 г., се губят и адуиенциите Чаркас и Буенос Айрес. 256-годишният договор от Тордесиляс е земенен от Мадридския договор от 1750 г., който предоставя на Португалия пълна власт над земите, които окупира в Южна Америка. Тази португалска окупация води до Гуаранската война през 1756 г. Амазонас е също бивша част от вицекралство Перу и се е наричал Испанска Гвиана. Областта е заселена от португалци в началото на 18 век и е инкорпорирана в Португалската империя след Мадридския договор от 1750 г. Става част от Първата бразилска република през 1889 г.
Няколко вицекрале имат научно, политическо и икономическо влияние върху вицекралството. Мануел де Амат и Хуниет организира експедиция до Таити. Вицекрал Теодоро дьо Круа децентрализира управлението чрез създаването на осем интендантства в района на Лима и две в генерал-капитанство Чили. Франсиско Гил де Табоада реинкорпорира региона Пуно към вицекралството. Хосе де Армендарис стимулира добивите на сребро и предприема стъпки срещу измамите, корупцията и контрабандата. Амат и Хуниет установява първите закони за регулиране на търговията и организацията на митниците, което води до постояването на първата митница в Каляо.
През 1746 г. Лима и Каляо са унищожени от земетресение. Вицекрал Амат и Хуниет построява основава различни обществени работи в Лима. Мануел де Гириор подобрява здравеопазването в десет болници в Лима и основава дома за сираци. От 1739 до 1748 г. Испания и Великобритания са във война (Война за ухото на Дженкинс). Амат и Хуниет построява укрепленията Реал Фелипе в Каляо през 1774 г.
Въпреки това, през този период въстанията на местните индианци са на напълно потушавани. Само през 18 век избухват 14 по-големи въстания, най-важното от които е това на Хуан Сантос Атахуалпа през 1742 г. и това на Тупак Амару II през 1780 г. От 1721 до 1732 г. Парагвай е обхванат от бунтове. През 1767 г. йезуитите са изгонени от колонията.

### Край на вицекралството (1806 – 1824)
Вицекрал Хосе Фернандо де Абаскал поощрява образователните реформи, реорганизира армията и потушава местните бунтове. По време на администрацията му Инквизицията в Лима е временно премахната в резултат на реформи в Испания.
Когато избухват войните за независимост през 1810 г., Перу се озовава в центъра на кралския отговор. Абаскал включва отново провинциите Кордоба, Потоси, Ла Пас, Чаркас, Чили и Кито към вицекралство Перу. Кралската армия побеждава патриотичните армии на Аржентина и Чили в продължение на 14 години, което превръща Перу в последния кралски бастион в Южна Америка.
Лорд Томас Кокрейн, главнокомандващ на новосъздадените ВМС на Чили, неуспешно напада Гуаякил и Каляо, но успява да превземе Валдивия, която по това време е наричана „Ключът към Южните морета“ и „Гибралтар на Тихия океан“, поради огромните ѝ фортификации. Все пак, вицекралството успява да удържи остров Чилое до 1826 г.
На 8 септември 1820 г. Освободителната експедиция на Перу, организирана основно от аржентинци с перуанско и чилийско участие, слиза на брега на Ико в Перу. Армията е под командването на Хосе де Сан Мартин. След безрезултатни преговори с вицекраля, Сан Мартин окупира перуанската столица Лима на 21 юли 1821 г. Независимостта на Перу е обявена на 28 юли. Вицекрал Хосе де ла Серна, който все още разполага с голяма войска, се изтегля към Куско.
На 26 юли 1822 г. Сан Мартин и Симон Боливар се срещат в Гуаякил за да определят стратегия за освобождение на останалите части на Перу. Срещата е тайна и не е ясно какво точно се случва. Все пак, след нея Сан Мартин се връща в Аржентина, докато Боливар се подготвя да впусне офанзива срещу останалите кралски сили в Перу и Горно Перу (Боливия). През септември 1823 г. Боливар пристига в Лима с Антонио Хосе де Сукре за да планират нападението.
През февруари 1824 г. кралските сили за кратко си връщат контрола над Лима. Въстанието на Оланиета започва изненадващо и цялата кралска армия в Горно Перу въстава под лидерството на Педро Антонио Оланиета (роялист) срещу Ла Серна (либерал), вицекраля на Перу. Това разделя кралската армия и отприщва гражданска война в Горно Перу. След като се прегрупира в Трухильо, Боливар води бунтовническите си сили през юли на юг за да пресрещне испанците на фелдмаршал Хосе де Кантерак. Двете армии се срещат в равнините на Хунин на 6 август 1824 г. Перуанците побеждават в битка, водена основно без огнестрелни оръжия. Впоследствие испанците евакуират Лима за втори път. След от декрет на Конгреса на Велика Колумбия, Боливар предава контрола над бунтовническите войски на Сукре на 7 октомври 1824 г.
Контролът на роялистите е ограничен до Куско в южно-централните възвишения. Вицекралят започва контра-настъпление при Аякучо. На това място се води последната битка за независимост на Перу. На 9 декември 1824 г. се състои битка на няколко километра от Аякучи, близо до градчето Кинуа. Тази битка между роялисти и националисти затвърждава независимостта на Перу и Южна Америка. Победилите националистически войски са предвождани от Антонио Хосе де Сукре, лейтенанта на Боливар. Вицекрал Серна е ранен и пленен. Испанската армия понася щети от 2000 убити или ранени души и 3000 пленници, като остатъкът от армията се разпръсва. След битката Серна подписва последната капитулация, според която испанците трябва да напуснат Перу. След това е пуснат и изпратен в Европа.
Испания прави безполезни опити да си върне бившите колонии, а след смъртта на крал Фернандо VII, през 1836 г. правителството на Испания обявява отново териториалните си претенции над цяла континентална Америка. през 1867 г. Испания подписва мирен договор с Перу, а през 1879 г. подписва договор, признаващ независимостта на Перу.

## Икономика
Икономиката на вицекралство Перу се крепи основно на големия износ на сребро. Огромните количества сребро, изнасяни от Перу и Мексико, имат дълбоко въздействие върху Европа, където се счита, че предизвиква т.нар. „революция на цените“. Добивът на сребро се води, използвайки наемни работници и системата мита за повинна служба, наследена от доколумбовите времена. Към 1610 г. добивът на сребро достига своя връх.
След основаването на вицекралството, злато и сребро от Андите докарват богатства на завоевателите и Перу става главният източник на богатство и власт за Испания в Южна Америка. Първите монети, изсечени в Перу (и като цяло в Южна Америка) се появяват между 1568 и 1570 г. Вицекрал Мануел де Омс и де Санта Пау изправя огромна сума пари (1,6 млн. песо) на краля за да се покрият разноските по Войната за испанското наследство. Това е възможно частично след откриването на мините в Карабоя. Среброто от мините в Потоси, Боливия обикаля из цял свят. Среброто е толкова изобилно, че причинява инфлация в Испания и спад на цената си. И до днес Перу и Боливия добиват голяма част от световното сребро.
Луис Херонимо де Кабрера забранява пряката търговия между Перу и Нова Испания (Мексико), както и гоненията на португалските евреи, основните търговци в Лима.

## Демография
Преброяване на населението, посочва цифрата от 12 милиона жители в Перу по времето на инките. 45 години по-късно фигурите от преброяването сочат едва 1 100 000 индианци. Докато затриването на местното население не е организиран геноцид, резултатите са сходни, основно дължащи се на едра шарка и други евразийски болести, към които туземното население няма имунитет. На градовете на инките са придадени испански християнски имена и са строени като испански градове, като всеки е центрират около площад с църква, разположена срещу държавна резиденция. Малко градове на инките като Куско си запазват първоначалната зидария в основите на стените. Други градове като Уануко Пампа биват изоставени в полза на градове на по-малка надморска височина, които са по-гостоприемни за испанците.
Вицекрал Хосе де Армендарис въвежда отново системата, според която благородниците на инките, които могат да докажат родословието си, са считат за идалго на Кастилия. Това води до треска сред туземното благородство да легитимират статута си.
През 1790-те години е проведено първото официално преброяване на населението. Последната доставка на чернокожи роби в Перу пристига през 1806 г. По това време един възрастен мъжки роб се продава за 600 песо.